# Kanyaró Ferenc
Kanyaró Ferenc (Torda, 1859. május 25. – Torda, 1910. március 21.) kolozsvári unitárius gimnáziumi tanár, irodalomtörténész.

## Élete
Tanulmányait szülővárosában és Kolozsvárt végezte. Kolozsvárt 1880-ben papi, 1885-ben az ottani egyetemen a magyar nyelvi, történelmi és bölcseleti szakból tanári oklevelet szerzett. 1880-ban a kolozsvári unitárius főiskola egyik elemi osztályának vezetésével bízták meg. Az írói kedvet a főiskola régi önképzőköre fejlesztette benne, ahol első pályaművét Kriza János bírálata ítélte jutalomra érdemesnek. 1883-ban tanára, Imre Sándor buzdítására kezdett behatóbb irodalomtörténeti kutatásokba. Abban az évben fölkutatta a fővárosi nagyobb könyvtárakban és az országos levéltárban a költő Zrínyi életéhez való adatokat. A főiskolán később iskolafőnök, 1886-ban segéd-, 1887-ben helyettes tanár lett; 1889-ben főiskolai könyvtárnoknak választották. 1887-ben Szabó Károly fölvette gyakornoknak az egyetemi könyvtárhoz, ahol 1891. szeptemberig működött. 1891-ben rendes tanárrá nevezték ki, beiktatásakor Zrínyi és Széchenyi című értekezését olvasta fel. 1889-től a székely történeti pályadíjalap jegyzője volt.
1890-ben a Magyar Tudományos Akadémia mint nyílt pályázaton győztest megbízta a Zrínyi Miklós élete és munkái című monográfia megírásával. 1892-ben egy székelyföldi útja után tanítványai segítségével rendszeresen kezdte gyűjteni népies költészetünk 18. és 19. századi termékeit. A gyűjteményt néhány kuruc költeményen kívül mintegy száz 19. század eleji tréfás dal és gúnyének, valamint kétszáznál több népballada teszi különösen értékessé. 1895-ben az országos kiállítás számára összeállította a régebbi unitárius irodalom nevezetesebb termékeit és egyúttal megkezdte bibliográfiai fölfedezéseinek közzétételét, melyek mintegy hatvan ismeretlen adalékkal szaporították Szabó Károly Régi Magyar Könyvtárát.
A 16. és 17. századi magyar irodalomtörténetet és egyháztörténetet unitárius szempontból tanulmányozta, vitákat folytatott a reformátusokkal. Kutatásaiban mindig elsődleges forrásból merített. Főképp Zrínyi-tanulmányait becsülték sokra.

### Cikkei
Cikkei jelentek meg a Figyelőben (1885. Zrinyi szerelme, Még egyszer a Csokonai «Csók»-járól, 1886. Zrinyi születése, Zrinyi a hadíró, előbbire felelt Salamon Ferencz a Kisfaludy-Társaság felolvasó gyűlésén. 1. Bud. Szemle XLVII.), a Századokban (1886. Egy elfeledt magyar király: IV. Ferdinánd, Zrinyi a költő két levele), a Történelmi Tárba (1887. Montecuccoli és Zrinyi vitája, ezen addig elveszettnek hitt történelmi emléket ő fedezte föl, 1888. Zrin-Ujvár építése okai, 1890. Zrinyi ismeretlen munkája. 1896. A brassai-codex históriás énekei), a Keresztény Magvetőben (1888. Adatok a keresztény szó történetéhez, Aranyos-Rákosi Székely Sándor és Vörösmarty, 1888-90. Unitáriusok Magyarországon a XVI. és XVII. százévben, 1891. Zrinyi és Széchenyi, Legujabb magyar irodalomtörténetünk, 1892. Dávid Ferenc Debrecenben, A magyar Pantheon halhatatlanjai, Az üldözés napjaiból, 1892-95. Unitárius történetírás és Kálvin-orthodoxia, 1893. Balla Imre éneke, 1895. A CXV. zsoltár Báthory Zsigmond korában, A frankfurti egyetem hallgatói Erdélyből, A Krisztus nem-imádás tana 1570-ben, 1896. Unitárius vértanuk Eger vidékén, Király-hymnus a XVII. évszázban, Kolozsvári főiskolánk legrégibb történetéhez, 1897. Árkosi Tegző Benedek a szentháromságról; ezeken kívül könyvismertetések, birálatok); az Erdélyi Múzeumban (1892 Virágénekek a XVII. és XVIII. századból, Egy érdekes adat a Mondolatpörhöz, 1893. Régi magyar virágénekek, Apáthi Ferencz feddő-éneke, Bethlen Gábor diadaléneke, 1895. Székely népdal Oláhországról, 1896. A Vadrózsák egy félreértett helye s könyvismertetések); az Egyetemes Philologiai Közlönyben (1893. Zrinyi legújabb epigonja, Bibliotheca Zrinyiana, A Zrinyiász és Zalán futása, 1895. A Zrinyiász valláserkölcsi eszméiről, Karácsonyi miniszterium Toroczóról, Ilosvai Péter életéhez, Gyöngyösi egy félreértett helye); az Irodalomtörténeti Közleményekben (1893. Régi magyar vitéz Kádár István éneke, A Zrinyiász kelte és költője); az Aranyosvidékben (1894. Naláczy István, Kiss János kéményseprő epitaphiuma, 1895. Torda legnagyobb fiai, Erdély első színésznője, Körmöczy József följegyzései, Déryné és egy fütty Tordáról, 1896. Torda botanikusairól, 1897. Új-Torda református papjai); a Tordai Emke-Emlékkönyvben (1894. Torda legnagyobb dicsősége); a Magyar Könyvszemlében (1895. A legrégibb unitárius énekes könyvekről, 1896. Erdély első bibliographusai, Salamon és Markalf legelső kiadása, Protestáns vitairatok Melius idejéből); az Unitárius Közlönyben (1895. Blandrata György); a Székely Nemzetben (1895. 54-59. sz. A székely nemzet története, felelet Jakab Eleknek); az Ellenzékben (1896. Bocskai szülőháza a XVI. és XVII. században.)

## Munkái
- Zrínyi ismeretlen munkája (Budapest, 1890)
- Unitáriusok Magyarországon, tekintettel az unitárizmus általános történetére (Kolozsvár, 1891)
- A Zrinyiász kelte és költője (Budapest, 1894)
- Unitárius történetirás és Kálvin-orthodoxia. (Servet és Kálvin) (Kolozsvár, 1895) [Válaszul írta Révész Kálmán: Az unitárius történetírás legújabb remeke. Debrecen, 1895]
- Adalékok Erdély régi irodalomtörténetéhez (Budapest, 1897).
- Erdélyi népballadák és epikus énekek 1892–1905. Kritikai kiadás. 2015, Kriza János Néprajzi Társaság, Kanyaró Ferenc szétszóródott hagyatékát összegyűjtötte, szerkesztette, bevezető tanulmánnyal és jegyzetekkel közzéteszi Olosz Katalin.